# Gracia Querejeta
Gracia Querejeta (Madri, 13 de agosto de 1962) é uma cineasta espanhola.

## Primeiros anos
Querejeta é a filha da desenhadora de vestuário Maria do Carmen Marín Maikila e do produtor Elías Querejeta, que lhe abriu o caminho no mundo do cinema. Nunca teve vocação de ser atriz e estudou História Antiga na Universidade Complutense de Madri.

## Carreira profissional
Em 1992 dirige seu primeiro filme em solitário, Uma estação de passagem, prêmio especial do Júri na Semana de Cinema de Valladolid. A sua ópera prima seguiram  A última viagem de Robert Rylands e Quando voltes a meu lado, um filme que conta a história de três irmãs que voltam a se reunir  após falecer sua mãe. Neste filme participaram as atrizes Mercedes Sampietro, Julieta Serrano e Adriana Ozores.
Em 2004 dirigiu Héctor. Esta foi galardoada com o prêmio ao melhor filme no Festival de Málaga de Cinema Espanhol em maio de 2004. Sete mesas de billar francês do 2007 supôs-lhe diversas nominações ao prêmio Goya como melhor direção e adaptação de um guion.
Em 2008 recebeu o prêmio 'Cidade de Bacia' do Festival internacional de cinema de Mulheres em Direção em reconhecimento a sua trajetória.

## Obra
- Uma estação de passagem (1992). Prêmio especial do Júri na Semana de Cinema de Valladolid.
- O trabalho de rodar (1994). Documentário.
- A última viagem de Robert Rylands (1996). Prêmio à melhor direção, melhor filme, melhor fotografia, melhor montagem e melhor música outorgados pelo Círculo de Escritores Cinematográficos.
- Dei Stefano (1997). Capítulo da série O partido do século.
- Primárias (1998). Documentário codirigido junto a Fernando León de Aranoa e Azucena Rodríguez.
- Quando voltes a meu lado (1999). Menção especial do Júri no Festival de San Sebastián pela qualidade da direção e interpretação e o prêmio à melhor fotografia.
- Héctor (2004). Biznaga de Ouro ao melhor filme e prêmio à melhor interpretação feminina (Adriana Ozores) no Festival de Cinema Espanhol de Málaga.
- Sete mesas de billar francês (2007). Nominação nos Prêmios Goya ao Melhor filme e melhor direção, entre outras, além de conseguir os prêmios a melhor atriz protagonista (Maribel Verdú) e de partilha (Amparo Baró).
- 15 anos e um dia (2013). Biznaga de Ouro ao melhor filme e outros 3 prêmios no Festival de Cinema Espanhol de Málaga.
- Felizes 140 (2015)

## Polêmica com Javier Marías
Seu filme A última viagem de Robert Rylands está baseada na novela Todas as almas de Javier Marías. O escritor sustentou uma azeda polêmica no jornal O País com Elías e Graça Querejeta, aos que acusava de ter desfigurado seu livro até o fazer irreconhecível. Exigiu que se suprimisse toda a menção a seu nome e a sua novela nos títulos de crédito da mesma e iniciou um longo processo judicial que, depois de duas sentenças favoráveis ao escritor em 1998 e 2002, terminou o 7 de março de 2006 quando o Tribunal Supremo recusou os recursos apresentados pela produtora de Elías Querejeta e ratificou as sentenças anteriores.